# British and Polish Trade Bank

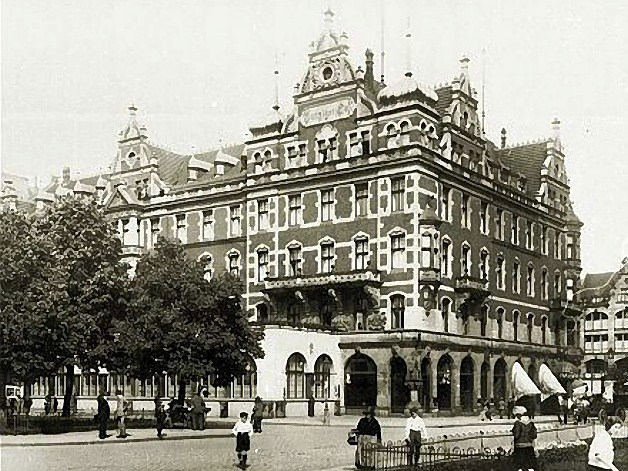
Hotel Danziger Hof, siedziba banku

The British and Polish Trade Bank A.G. (Brytyjsko-Polski Bank Handlowy S.A., w skrócie: Trabank) – bank o kapitale brytyjsko-polsko-francuskim działający w Wolnym Mieście Gdańsku w latach 1926–1939.

## Historia
Utworzony z inicjatywy brytyjskiej. Formalnie zarejestrowany w 1926 przez 5 kupców z Gdańska i Warszawy, zaś właścicielami jego byli:
- Bank Gospodarstwa Krajowego (81,5%),
- Bank Kwilecki, Potocki i Ska,
- Bank Cukrownictwa S.A. (2%),
- Anglo International Bank Ltd,
- The British Trade Corporation (łącznie 16,5%),
- Groupement Industriel pour Danzig.

Siedziba banku mieściła się w dotychczasowym lokalu jednego ze wspólników – miejscowej placówki The British Trade Corporation w hotelu Danziger Hof przy Dominikswall 6 (obecnie Wały Jagiellońskie 2-4). Bank pełnił funkcję gdańskiej filii BGK, oraz rolę głównej instytucji finansowej pośredniczącej w wymianie towarowej Polski z zagranicą przez port gdański. Przez pewien czas bank był też właścicielem tegoż hotelu (1929-1930). Bank był członkiem Gdańskiej Giełdy Papierów Wartościowych (Danziger Effekten- und Devisenbörse). W 1948 Rada Ministrów PRL podjęła uchwałę o formalnej likwidacji banku.
Bank został zlikwidowany decyzją ministra finansów w 1950 roku.

## Udziały
- Dom Bankowy Dr Józef Kugel i Ska, Gdynia (1933–) (90%)
- „Bergtrans”, Towarzystwo Żeglugowe, sp. z o.o. w Gdyni (22,5%)
- „Bergtrans”, Towarzystwo Żeglugowe, sp. z o.o. w Gdańsku (22,5%)

## Prezesi
- Jan Kanty Steczkowski – 1926–1927
- Roman Górecki – 1927–1939[4]